# Џорџ Лопез
Џорџ Едвард Лопез (енгл. George Edward Lopez; 23. април 1961, Лос Анђелес) амерички је глумац и комичар.